# Galaktoliza
Galaktoliza je katabolizam galaktoze.
U jetri, galaktoza se konvertuje u Leluarovom putu do glukoza 6-fosfata.

## Metabolički poremećaji
Potoje 3 tipa galaktosemije ili galaktozne deficijencije:
| Ime                                                 | Enzim                                 | Opis |
| Deficijencija galaktokinaze                         | Galaktokinaza                         | Uzrokuje katarakte, koje se mogu tretirati ograničavanje galaktoznog sadržaja u ishrani. |
| Deficijencija UDP galaktoza-4-epimeraze             | UDP galaktoza-4-epimeraza             | Ekstremno retka bolest (samo 2 poznata slučaja). Ona uzrokuje nervnu gluvoću. |
| Deficijencija galaktoza-1-fosfat uridil transferaze | Galaktoza-1-fosfat uridil transferaza | Ova bolest je problematična jer ishrana bez galaktoze nije efektivna u tretiranju neurokognitivne deficijencije (posebno u jezičkim poremećajima kao što je verbalna dispraksija) i zatajenja jajnika. |